# Via del Porrione
Via del Porrione è una strada di Siena, nel Terzo di San Martino.

## Storia e descrizione
La strada esisteva in epoca romana e il suo nome deriva infatti da emporium, cioè luogo di mercato. Oggi si presenta come costeggiata da cortine duecentesche, in cui si distinguono alcune case torri, specialmente quella ai numeri 61-63.
Vi si incontrano alcune architetture religiose, come la chiesa di San Martino, al culmine di una breve scalinata, e l'oratorio dell'Arciconfraternita della Misericordia.